# 自由嚮導
《自由嚮導》（自由へ道連れ）是日本音樂家椎名林檎的歌曲，於2012年5月16日開始提供線上下載的服務。在跨業合作部分，這首歌曲更成為TBS電視台電視劇「自閉天才ATARU」的主題曲。
在歌曲銷售成績方面，本首歌曲在日本唱片協會所公布的RIAJ數位下載榜中，最高曾名列單週第7名。而在日本iTunes所公布的iTunes Store銷售榜中，最高曾名列單週第1名、2012年年度銷售榜第54位。

## 歌曲概要
《自由嚮導》是椎名林檎繼2012年1月發表《Between Today and Tomorrow》後，睽違四個月的數位下載歌曲，同時也是樂團東京事變解散後，椎名林檎再度以個人名義作發表的第一個作品。本首歌曲是TBS電視台電視劇「自閉天才ATARU」的主題曲。戲劇製作人植田博樹和韓哲表示希望這首主題曲能突破以往懸疑推理劇的曲風，也可以將困惑、憤怒和沮喪的心情藉由音樂抒發。之後，因為電視劇而上映的電影「ATARU THE FIRST LOVE & THE LAST KILL」也繼續使用本首歌當作主題曲。
在歌曲發售時程上，這首數位下載歌曲最早於2012年4月7日就在官網發佈新發行的消息。04月15日為電視劇「自閉天才ATARU」的首播日，同一天發表新單曲封面及開始接受鈴聲下載的服務。到了，05月11日在影音網站Youtube上發表歌曲的音樂錄影帶。日本於05月16日開始提供數位下載。日後，則收錄在椎名林檎於2014年11月5日發行的第五張原創專輯《日出處》中。
最後，在歌曲銷售成績方面，本首歌曲在日本唱片協會所公布的RIAJ數位下載榜中，最高曾名列單週第7名。而在日本iTunes所公布的iTunes Store銷售榜中，最高曾名列單週第1名、2012年年度銷售榜第54位。

### 音樂錄影帶

用一連串快速地場景變換吸引目光

歌曲「自由嚮導」的音樂錄影帶導演是大關泰幸，日本女演員、模特兒小松菜奈則參與了音樂錄影帶的演出。導演希望透過一連串快速地場景變換吸引讀者的目光。不過，而椎名林檎並沒有參與本首歌的音樂錄影帶的演出，這樣的創作手法是繼《真夜中的純潔》及《滿滿的財富》後的第三度嘗試。

### 跨業合作
- 「自由嚮導」

（TBS電視台）戲劇‘自閉天才ATARU’的主題曲

## 曲目
| 椎名林檎【自由嚮導】 | 椎名林檎【自由嚮導】 | 椎名林檎【自由嚮導】 | 椎名林檎【自由嚮導】 | 椎名林檎【自由嚮導】 |
| 曲序                 | 曲目                 | 词曲                 | 編曲                 | 时长                 |
| -------------------- | -------------------- | -------------------- | -------------------- | -------------------- |
| 1.                   | 自由嚮導             | 椎名林檎             | 椎名林檎             | 3:33                 |
| 总时长：             | 总时长：             | 总时长：             | 总时长：             | 3:33                 |

## 演出人員及後製
- Vox：椎名林檎
- Guitar：HAYASHI（from POLYSICS（日语：POLYSICS））
- Bass：石原聰（from GOING UNDER GROUND（日语：GOING UNDER GROUND））
- Drums：櫻井誠（from Dragon Ash）

## 銷售排行
| 排行榜名稱                       | 最高排名 |
| -------------------------------- | -------- |
| (日本) 告示牌百強單曲榜          | #5       |
| (日本) RIAJ數位下載榜            | #7       |
| (日本) iTunes Store銷售榜        | #1       |
| (日本) iTunes Store銷售榜 (年榜) | #54      |

### 銷售認證
| 認證單位              | 銷量             |
| --------------------- | ---------------- |
| (日本) RIAJ：數位下載 | 金唱片 (100,000) |

## 發行歷史
| 國家 | 發行日期      | 發行形式 | 唱片公司        | 商品編號 |
| ---- | ------------- | -------- | --------------- | -------- |
| 日本 | 2012年4月15日 | 鈴聲下載 | EMI Music Japan | -        |
| 日本 | 2012年5月16日 | 數位下載 | EMI Music Japan | -        |

## 脚注